# Середня (гора)
Сере́дня — гора в масиві Горгани (Українські Карпати). Розташована на межі Івано-Франківського та Калуського районів Івано-Франківської області, на південний схід від села Осмолоди і на захід від села Стара Гута.
Висота 1639 м. Вершина конусоподібна, незаліснена, схили стрімкі, підніжжя поросле лісами, на відкритих ділянках — кам'яні осипища. Гора Середня разом з кількома сусідніми вершинами — серед яких гора Дальня (1508 м) — утворює невеликий хребет за назвою Заплата. Хребет простягається від Середньої на північ/північний захід.
На південному заході від гори розкинувся масивний хребет Ігровище з вершинами Висока (1803,6 м) та Ігровець (1804,3 м). Між горами Середньою і Високою розташована низька сідловина, до якої примикає полонина Середня.